# Attention - A Life in Extremes
Pour plus de détails, voir Fiche technique et Distribution.
Attention - A Life in Extremes est un documentaire autrichien de Sascha Koellnreitner dont la sortie est prévue en 2014. Il traite de manière critique du phénomène du sport extrême.
Le documentaire montre la vie de trois athlètes arrivés à l’apogée de leur carrière sportive - l’apnéiste, Guillaume Néry (France), le cycliste extrême, Gerhard Gulewicz (Autriche), et le wingsuit-flyer, Halvor Angvik (Norvège). Attention est le premier film documentaire européen et la première production cinématographique autrichienne en Dolby Atmos.

## Thématique du documentaire
Ce film permet, à travers l’histoire de ces trois athlètes, de porter un regard inhabituel sur les manifestations de plus en plus extrêmes de notre société moderne.
Avec ces trois protagonistes, Attention - A life in Extremes raconte l’histoire de la dépendance de la performance, de l’avidité de l’aventure et de l’abandon de soi. Chaque composant du film éclaircit d’une part le monde du sport de haut niveau et d’autre part les facettes des ceux qui utilisent et mettent en jeu leur corps pour soutirer à leur existence l’extraordinaire.
À travers l’histoire des trois athlètes hors du commun, les risques des sports en question seront également montrés. Grâce à des entretiens, notamment avec le philosophe, Raphaël Enthoven, le psychologue, Manfred Spitzer, et le médecin sportif, le film remet en question les manifestations de plus en plus extrêmes de notre société actuelle.

## Production
Le documentaire a été filmé aux États-Unis, en France, en Norvège, en Allemagne, en Suisse, au Tyrol du Sud et en Autriche. L’équipe du film a accompagné trois fois Gerhard Gulewicz lors du Race Across America, Guillaume Néry lors de la coupe du monde à Kalamata et Nice, et Halvor Angvik lors de ses vols au Monte Brento, à Lauterbrunnen et en Norvège.
Le film est promu par le Österreichischen Filminstitut, le ORF Film und Fernseh-Abkommen et par le Filmstandort Austria (FISA).

## Fiche technique
- Titre original : Attention - A Life in Extremes
- Réalisation : Sascha Köllnreitner
- Photographie : Viktor Schaider, Karl Hollmann, Julie Gaultier, René Heuzey (caméra sous-marine), Uros Zuraj (antenne)
- Son : Michael Krischan
- Musique : Anna Müller
- Production : Carl Hollmann
- Société(s) de production : Adrialpe-Media[1]
- Pays d'origine : Autriche
- Langue originale : anglais, allemand, français
- Genre : documentaire sportif
- Durée : 90 minutes